# Stuttflogbreen
Der Stuttflogbreen (norwegisch für Kurzwandgletscher) ist ein Gletscher im ostantarktischen Königin-Maud-Land. Im Mühlig-Hofmann-Gebirge fließt er zwischen den Bergen Grytøyrfjellet und Petrellfjellet.
Norwegische Kartographen, die ihn auch benannten, kartierten ihn anhand von Vermessungen und Luftaufnahmen der Dritten Norwegischen Antarktisexpedition (1956–1960).